# The Beatles en Hamburgo
La estancia de The Beatles en Hamburgo, la ciudad alemana donde John Lennon, Paul McCartney, George Harrison, Stuart Sutcliffe y Pete Best actuaron regularmente en cuatro clubes distintos durante el periodo de agosto de 1960 a diciembre de 1962, fue una etapa en la historia del grupo en que perfeccionaron sus habilidades musicales, ampliaron su reputación y realizaron su primera grabación, que atrajo la atención de Brian Epstein.
El agente de reservas de The Beatles, Allan Williams, decidió enviar al grupo a Hamburgo cuando otro grupo que también gestionaba, Derry and the Seniors, tuvo éxito allí. Al no tener un batería de tiempo completo, Best fue contratado unos días antes de su partida. En un principio vivían en condiciones miserables, durmiendo en un almacén sin calefacción detrás de la pantalla de un cine, en una zona famosa por mafiosos y prostitutas. Después de romper su contrato por tocar en otro club, Harrison fue deportado por ser menor de edad, y McCartney y Best fueron arrestados y deportados por intento de incendio (McCartney y Best habían prendido fuego a un condón en el club).
En Hamburgo conocieron por primera vez a Astrid Kirchherr, que desempeñó un papel decisivo en la adopción del famoso corte de pelo Beatle. Durante su estancia en Hamburgo, el bajista Sutcliffe decidió abandonar el grupo para continuar sus estudios. En abril de 1962, menos de un año después de dejar el grupo, Sutcliffe murió de una hemorragia cerebral.

## Hamburgo en la década de 1960
Hamburgo había sido el principal puerto marítimo de Alemania, y el tercero más grande del mundo, pero en 1944 casi toda la ciudad había sido reducida a escombros por los bombardeos de la Segunda Guerra Mundial. En 1960, cuando The Beatles llegaron, el Hamburgo que había estado bajo las ruinas había establecido su reputación en toda Europa como una ciudad de vicio y delincuencia.

### Abandonan Liverpool
Williams, un promotor y hombre de negocios de 29 años originario de Liverpool, había enviado a su primer grupo a Hamburgo, Derry and the Seniors (más tarde conocido como Howie Casey and the Seniors) donde lograron disfrutar de cierto éxito, y quiso enviar al grupo un adicional. Al principio trató de enviar a Rory Storm and the Hurricanes (en donde Ringo Starr, baterista de The Beatles desde 1962, tocaba antes), pero Storm y su grupo se habían comprometido ir a un campamento de vacaciones de Butlins y rechazaron la oferta de Williams, al igual que Gerry & The Pacemakers. Williams comenzó a promover los conciertos de The Beatles en mayo de 1960, después de que habían tocado en su club Jacaranda en Liverpool, y les ofreció la oferta de hacerles una reserva en Hamburgo. Les hizo una reservación en el club Indra de Bruno Koschmider en Hamburgo para un contrato que iniciaría a partir el 12 de agosto de 1960, pero dijo que no estaba impresionado con ellos como un grupo musical, y expresó la esperanza de que mejoraran y mostraran una mejor actuación.
Como The Beatles no tenían un batería permanente, McCartney buscó a alguien para ocupar el puesto en Hamburgo, que fue difícil, ya que Lennon dijo más tarde que los bateristas eran «pocos y no se encontraban con frecuencia», porque una batería era un artículo caro. Harrison había visto tocar a Best con los Black Jacks en The Casbah Coffee Club (que era manejado por su madre, Mona Best). Fue considerado como un baterista firme, ya que lograba tocar la batería en el total de cuatro pulsos en el compás, necesarios para llevar el ritmo, y en esa época era conocido en Liverpool por ser «formidable, talante, y magnífico» por las fanes femeninas, dejando convencido a McCartney que podría ser bueno para el grupo. Después de que los Black Jacks se separaran, McCartney pidió a Best ir a Hamburgo, diciéndole que podría ganar £15 por semana cada uno. Best tenía la oportunidad de ir al colegio de estudios superiores, debido a que había aprobado los exámenes escolares —a diferencia de Lennon, McCartney y Harrison, que habían fracasado en la mayoría de ellos— pero decidió que tocar en Hamburgo sería un cambio de carrera mejor.
El barrio St. Pauli de Hamburgo, donde se encontraba el club Indra, era conocido como un área donde se reunían las prostitutas, y era un lugar peligroso para cualquier persona que se veía diferente a la clientela habitual. El padre de McCartney, Jim McCartney, se mostró reacio a dejar que el adolescente Paul fuera a Hamburgo. Sin embargo, como el dinero que su hijo iba a ganar era más de lo que él mismo ganaba, finalmente aceptó, pero solo después de la visita de Williams, quien dijo que Jim «no debería preocuparse». La tía de Lennon, Mimi Smith, también se opuso a permitir que Lennon viajara a Hamburgo, deseando que Lennon continuara sus estudios, pero Lennon la convenció al explicarle la cantidad de dinero que ganaría.
Best tuvo una audición en el club Jacaranda de Williams el 15 de agosto de 1960, y viajó a Hamburgo al día siguiente como miembro de The Beatles. Williams admitió más tarde que la audición de Best no era necesaria, debido a que The Beatles no habían encontrado ningún otro batería dispuesto a viajar a Hamburgo. Al grupo se le pagaría alrededor de £100 por semana, que era mucho más de lo que los promotores en Liverpool pagaban, pero para ahorrar dinero Williams llevó al grupo y su equipo en su Austin Minivan, que fue cargada por la grúa en un embarcadero en Harwich el 16 de agosto de 1960, y que arribó en Hook of Holland.
The Beatles, Williams y su esposa Beryl, su hermano Barry Chang, y «Lord Woodbine» (mentor de la banda) estaban en la camioneta, junto con Georg Sterner (traductor de Koschmider) haciendo un total de diez personas, lo que hizo un viaje un tanto incómodo y peligroso. Como Williams no había obtenido los permisos de trabajo de Alemania, todos fingieron ser estudiantes que iban a pasar las vacaciones, aunque los permisos de trabajo se obtuvieron más tarde después de su llegada.

## Clubes de Hamburgo
En la década de 1960, los escenarios de Hamburgo estaban dominados por el Kaiserkeller, el Top Ten, el Star Club, el Beer-Shop, el Mambo, el Holle, el Wagabund (vagabundo en el alemán) y el Pacific Hotel, así como los clubes de menos popularidad tales como el Grannies, el Ice Cream Shop, Chugs y el Sacha's. Estaban decorados con luces de neón y con carteles publicitarios de los artistas que se presentaban. Cada club tenía un portero y su trabajo consistía en atraer a los clientes al interior. Debido a que las bebidas eran caras, los clientes que no querían o no podían pagar eran tratados con severidad siendo golpeados y luego echados fuera.